# Phantolabis lacustris
Phantolabis lacustris är en tvåvingeart som först beskrevs av Alexander 1938.  Phantolabis lacustris ingår i släktet Phantolabis och familjen småharkrankar. Inga underarter finns listade i Catalogue of Life.